# Bulgaarse parlementsverkiezingen 1991

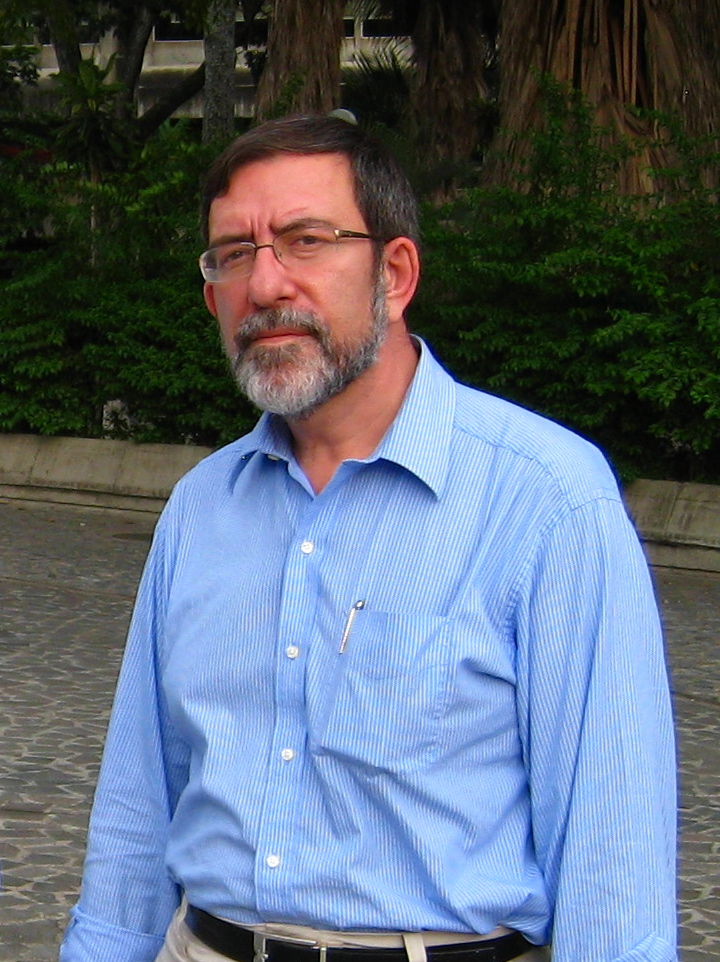
Filip Dimitrov (*1955) werd na de verkiezingen van 1991 minister-president. Hij was de eerste niet-communistische premier sinds 1946.

De Bulgaarse parlementsverkiezingen van 1991 vonden op 13 oktober plaats. Tegelijkertijd met de parlementsverkiezingen vonden ook lokale verkiezingen plaats. Kandidaten werden gekozen op basis van evenredige vertegenwoordiging. De verkiezingen werden gewonnen door Unie van Democratische Krachten (SDS) van Filip Dimitrov (*1955) die na de verkiezingen een coalitie vormde met de Beweging voor Rechten en Vrijheden, een partij die opkwam voor de Turken in Bulgarije. Het kabinet-Dimitrov was het eerste kabinet in meer dan vijfenveertig jaar waar de communisten geen deel aan hadden.

## Uitslag
| Partij                                                                   | Stemmen   | %       | Zetels    |
| ------------------------------------------------------------------------ | --------- | ------- | --------- |
| Unie van Democratische Krachten                                          | 1.903.567 | 34,36%  | 110 / 240 |
| Coalitie voor Bulgarije (Bulgaarse Socialistische Partij en bondgenoten) | 1.836.050 | 33,14%  | 106 / 240 |
| Beweging voor Rechten en Vrijheden                                       | 418.168   | 7,55%   | 24 / 240  |
| Bulgaarse Agrarische Nationale Unie                                      | 214.052   | 3,86%   | 24 / 240  |
| Andere partijen en kandidaten                                            | 1.169.000 | 21,10%  | 0 / 240   |
| Totaal                                                                   | 5.694.842 | 100,00% | 240       |
|                                                                          |           |         |           |
| Geldige stemmen                                                          | 5.694.842 | 97,30%  |           |
| Blanco/ ongeldige stemmen                                                | 154.005   | 2,70%   |           |
| Totaal uitgebrachte stemmen                                              | 5.694.764 | 100,00% |           |
| Geregistreerde kiezers/ opkomst                                          | 6.790.006 | 83,87%  |           |
| Bron: IPU, Detrez, Uitslag                                               |           |         |           |